# ماریا پیلار لئون
ماریا پیلار لئون سبرین (به اسپانیایی: María Pilar León Cebrián) (زادهٔ ۱۳ ژوئن ۱۹۹۵)، معروف به ماپی لئون، یک بازیکن فوتبال اسپانیایی است که به عنوان مدافع در بارسلونا و تیم ملی زنان اسپانیا بازی می‌کند.

## آموزش اولیه
لئون از هفت سالگی والیبال را شروع کرد و سپس فوتبال داخل سالن را شروع کرد. او همچنین از بیس‌بال لذت می‌برد.

## حرفه
ماپی پس از بازی در یک سال اول در لیگ برتر اسپانیا با پرینسا ساراگوسا، در سال ۲۰۱۳ به اسپانیول پیوست، جایی که فقط یک فصل باقی ماند، قبل از اینکه به اتلتیکو مادرید برسد.
در ۲۴ اوت ۲۰۱۷، لئون با پرداخت ۵۰٬۰۰۰ یورو به بارسلونا منتقل شد و به عنوان اولین انتقال با پرداخت در تاریخ فوتبال زنان اسپانیا تبدیل شد.

## حرفه بین‌المللی
اولین بازی او در ۱۵ سپتامبر ۲۰۱۶ اتفاق افتاد، و در هنگام پیروزی ۱۳–۰ اسپانیا مقابل مونته‌نگرو در لاس روزاس ده مادرید به عنوان بازیکن تعویضی به میدان رفت.

## زندگی شخصی
پدر لئون یک مکانیک است و مادرش از یک خانواده فقیر بود. او آشکارا لزبین است. لئون همچنین اظهار داشت که دوست دارد بعد از کناره‌گیری از فوتبال، روی خال‌کوبی‌ها و طراحی خال‌کوبی خود تمرکز کند.

## افتخارات

### باشگاهی
اتلتیکو مادرید
- لیگ برتر: ۱۷–۲۰۱۶
- کوپا د لا رینا: قهرمان ۲۰۱۶

بارسلونا
- لیگ برتر: قهرمان، ۲۰–۲۰۱۹
- لیگ قهرمانان اروپای زنان: نایب‌قهرمان، ۱۹–۲۰۱۸
- کوپا د لا رینا: قهرمان، ۲۰۱۸
- سوپر جام زنان: قهرمان، ۲۰۲۰
- کوپا کاتالونیا: قهرمان، ۲۰۱۸، ۲۰۱۹